# Marmosops handleyi
A cuíca-esbelta-de-Handley (vernáculo artificial derivado das línguas espanhola e inglesa) (Marmosops handleyi) é uma espécie de marsupial da família Didelphidae. Endêmica da Colômbia, onde pode ser encontrada apenas na localização-tipo a 9 km de Valdivia, no departamento de Antioquia.